# Henri-Camille Colmont de Vaugrenant
Henri Camille de Colmont, comte de Vaugrenand, né en 1735 et mort guillotiné le 5 juillet 1794 à Paris, est un militaire français.

## Biographie
Henri-Camille de Colmont est le fils de Jean Chrysostome de Colmont, seigneur de Vaugrenant et de L'Isle-en-Bresse, capitaine de dragons, conseiller du roi et lieutenant général à Chalon-sur-Saône, et de Marie Antoinette Joly.
Capitaine au régiment de Berry cavalerie, il est chevalier de l'ordre royal et militaire de Saint-Louis. Après le rachat de sa cavalerie en 1767, il vit à Paris etentreprend, de 1769 à 1772, des voyages en Angleterre, à Bruxelles et à Amsterdam. Il épouse en 1779, Anne Jacquet de la Coilonge. 
Homme des Lumières proche de d'Argenson, il était membre de l'Académie du château des Ormes. 
Condamné à mort par le tribunal révolutionnaire comme contre-révolutionnaire.

## Sources
- Paul Montarlot : "Une famille avant et après la Révolution : les Colmont de Vaulgrenand" in "Mémoires de la Société éduenne", 1907, p. 169 à 188
- Paul Montarlot : "Les émigrés de Saône-et-Loire" in "Mémoires de la Société éduenne", 1919, p. 78 à 85
- Louis Prud'homme, Dictionnaire del individus envoyes a la mort pendiciairement revolutionmairemenet et contre revolutionairement pendant la Revoluntioin particulièrement sous le règne de la Convention Nationale, 1, 1796